# Зданевич, Кирилл Михайлович
Кири́лл Миха́йлович Здане́вич (10 [22] июля 1892, Коджори, Тифлисская губерния — 1 сентября 1969, Тбилиси) — грузинский советский художник.
Старший брат Ильи Зданевича. Испытал влияние кубофутуризма, основатель «оркестровой живописи» и «всёчества», участник группы «41°». Работал в театре, выступал как график и художник книги.

## Биография
Отец — поляк, преподаватель французского языка М. А. Зданевич, мать — грузинка, пианистка, ученица П. Чайковского, урожденная В. К. Гамкрелидзе.
Кирилл окончил курсы живописи и рисования у Н. В. Склифосовского в Тифлисе, поступил в Академию Художеств в Петербурге, курса не закончил.
В 1913 году вместе с братом и М. В. Лё-Дантю открыл живопись Нико Пиросмани.
Был близок к М. Ларионову и Н. Гончаровой, входил в объединение «Ослиный Хвост» и «Мишень».
В Париже занимался в мастерской А.Архипенко, заслужил похвалу П. Пикассо.
В 1917—1920 жил в независимой Грузии, в 1920—1921 в Константинополе и Париже, затем снова в Тифлисе. Принимал участие в деятельности грузинских футуристов, оформлял спектакли в театре им. Шота Руставели.
30 июля 1949 был арестован, приговорён к 15 годам, сослан в Воркуту. Освобожден 25 февраля 1957, в марте того же года реабилитирован, вернулся в Тбилиси.

## Семья
- Сын: Павел Кириллович Зданевич (Алик)
- Дочери: 1) Мирель Кирилловна Зданевич-Кутателадзе (1926—2011), замужем за художником Аполлоном Кутателадзе, 2) Валентина Кирилловна Зданевич (1932—2019).

## Признание
Заслуженный деятель искусств Грузинской ССР.

## Книги
- Нико Пиросманишвили. Тб.: Литература и искусство, 1963 (М., 1964)

## Память
Именем братьев Зданевичей названа улица в Тбилиси.